# Pull marine
Clip vidéo
[vidéo] « Pull marine », sur YouTube
Pistes de Isabelle Adjani
Et moi chouchou
(10)

Pull marine est une chanson d'Isabelle Adjani, coécrite avec Serge Gainsbourg. Elle est sortie en 1984 en 45 tours.

## La chanson
Isabelle Adjani avait déjà chanté un texte de Gainsbourg, Rocking chair, lors du Distel show de Maritie et Gilbert Carpentier en 1974. Huit ans après, elle travaille à un album complet. Sur onze chansons, elle en a coécrit sept, et Gainsbourg en a composé toutes les musiques. Pull marine était le deuxième single tiré de l'album (Beau oui comme Bowie était sorti en décembre 1983).
La musique présente des similitudes avec celle de Fuir le bonheur de peur qu'il ne se sauve, chanson du répertoire de Jane Birkin présente sur l'album Baby Alone in Babylone, que Gainsbourg écrivit à la même période. Jane Birkin raconte à ce sujet : « Lorsque je suis retournée rue de Verneuil pour écouter les premières mélodies qu'il avait composées pour moi après notre rupture, tout le monde m'y attendait : Philippe, Bambou et Charlotte, qui avaient tous noté à l'aide d'étoiles les airs que Serge leur avait soumis. C'était à moi de choisir. Je me rassurais en soulevant les feuilles pour voir les notes des autres. Il y avait une mélodie que je trouvais magnifique, celle de Pull marine. Serge m'a dit "Ah non, celle-là est pour Adjani !" »

## Clip vidéo
Réalisé par Luc Besson et produit par Nicolas Rachline et Bernard Tapie, le vidéo-clip n'est pas une illustration, mais bien un véritable court-métrage scénarisé. Il a coûté plus d'un million de francs. De nombreuses images symboliques sont utilisées, jouant notamment entre le bleu de la piscine et celui des yeux de l'actrice. Il présente Isabelle Adjani en pleine scène de ménage avec un jeune homme (interprété par le mannequin américain Douglas Wolfe). Il est tourné à la piscine de l'Arche Guédon à Torcy. On reconnait le complexe sportif  lors du clip. Au cours du clip, on voit, accroché au mur, un tableau de Roland Cat représentant une vue de Paris inondé avec des baleines passant devant l'arc de Triomphe. Dans les années 70, ce peintre, né en 1943 s'est fait connaître par ses peintures hyperréalistes représentant des vues d'un Paris inondé.  
Diffusé de très nombreuses fois à la télévision, il n'est pas rare de le voir encore de nos jours. Il a obtenu la Victoire de la musique du meilleur vidéo-clip 1985.

## Classements hebdomadaires
| Classement (1984) | Meilleure position |
| ----------------- | ------------------ |
| France (SNEP)     | 39                 |